# 春秋大事表
《春秋大事表》，共五十卷，清代學者顧棟高（1679年－1759年）著。

## 內容
顧棟高一生钻研經学，尤精於《春秋》。所著《春秋大事表》五十卷，將春秋列国諸事，排比成表，分爲時令、朔閏、長歷拾遺、疆域、爵姓存滅、列國地理犬牙相錯、都邑、山川、險要、官制、姓氏、世系、刑賞、田賦、吉禮、凶禮、賓禮、軍禮、嘉禮、王跡拾遺、魯政下逮、晉中軍、楚令尹、宋執政等目，并一一說明，條理明晰，頗具史料價值。
書中《險要表》後附有《地形口號》，《五禮表》後附有《五禮源流口號》，《輿圖》則用朱字和墨字分別古今地名。书末《附錄》寫有諸表序文，並且修訂各表中的訛誤，補充了表中沒有論及的內容。

## 評價
《欽定四庫全書總目提要》：“其辨論諸篇，皆引據博洽，議論精確，多發前人所未發，亦非公說所可及。”